# Систематика сліпакових
Родина Сліпакові (Spalacidae Gray, 1821) — родина гризунів з надродини мишуваті (Muroidea) підряду мишовиді (Murimorpha). Родина є однією з найбільш спеціалізованих родин ссавців з унікальним набором адаптацій у видів до підземного життя.
У списку подано повидовий склад родини, розділений на основні та проміжні таксономічні групи: підродини та роди. Список містить всі відомі види сліпакових. Він складений за алфавітом за латинськими назвами видів тварин, адже більшість видів не має української аналогічної назви. Всі таксономічні групи також подано за алфавітом за латинськими назвами. Ті таксони, які мають українську аналогічну назву, подані з такою назвою в дужках. Список містить рік та автора першого опису тварини, ареал, вказано ендемічну належність, статус за МСОП, а також зображення тварин. Всі види подано за найбільш поширеною систематикою, яку використовує більшість вчених, викладену в праці Види ссавців світу (третє видання).
Родина включає в себе 4 підродини, 7 родів та 36 видів.

## Повидовий список тварин
| №                                    | Латинська назва (українська назва подана лише за наявності) | Ким і коли описаний                 | Поширення | Статус згідно з МСОП | Зображення |
| ------------------------------------ | ----------------------------------------------------------- | ----------------------------------- | --- | -------------------- | ---------- |
| Підродина Myospalacinae ( Цокори )   |                                                             |                                     | |                      |            |
| Рід Eospalax                         |                                                             |                                     | |                      |            |
| 1                                    | Eospalax fontanierii                                        | Milne-Edwards, 1867                 | Китай (північ Цінхай, північ Сичуань, північ Ганьсу, Нінся, північ Шеньсі, Хенань, північ Шаньсі, Шаньдун, Пекін, Цзілінь, Хебей, Внутрішня Монголія)                                                                      | уразливий            | -          |
| 2                                    | Eospalax rothschildi                                        | Thomas, 1911                        | Китай (північ Сичуань, північ Ганьсу, Шеньсі, Хенань, Хубей) | низький ризик        | -          |
| 3                                    | Eospalax smithii                                            | Milne-Edwards, 1867                 | Китай (північ Ганьсу, Нінся, північ Шеньсі) | низький ризик        | -          |
| Рід Myospalax ( Цокор )              |                                                             |                                     | |                      |            |
| 1                                    | Myospalax aspalax                                           | Pallas, 1776                        | Росія (басейни річок Онон та Інгода), північна Монголія, Китай (Хейлунцзян, Цзілінь, Ляонін, Внутрішня Монголія, Хебей, північ Шаньсі)                                                                                     | низький ризик        | -          |
| 2                                    | Myospalax myospalax                                         | Laxmann, 1773                       | Росія (басейн верхніх течій річок Об та Іртиш), східний Казахстан | низький ризик        | -          |
| 3                                    | Myospalax psilurus                                          | Milne-Edwards, 1874                 | Китай (Хейлунцзян, Цзілінь, Ляонін, Внутрішня Монголія, Хебей, Пекін, Тяньцзінь, Шаньдун, Хенань, північ Шеньсі, Нінся, північ Ганьсу, Аньхой), південно-східна Монголія, Росія (Приамур'я)                                | уразливий            | -          |
| Підродина Rhizomyinae ( Різоміси )   |                                                             |                                     | |                      |            |
| Рід Cannomys ( Ритник )              |                                                             |                                     | |                      |            |
| 1                                    | Cannomys badius (Ритник)                                    | Hodgson, 1841                       | східний Непал, Індія (Західна Бенгалія, Ассам, Мегхалая, Маніпур, Нагаленд, Мізорам), Бутан, південно-східний Бангладеш, М'янма, Китай (південний захід Юньнань), північно-західний В'єтнам, Таїланд, Камбоджа             | низький ризик        |            |
| Рід Rhizomys ( Різоміс )             |                                                             |                                     | |                      |            |
| 1                                    | Rhizomys pruinosus                                          | Blyth, 1851                         | Китай (Юньнань, Гуйчжоу, Сичуань, Цзянсі, Хунань, Ґуансі, Ґуандун, Фуцзянь), Індія (Мегхалая, Нагаленд, Маніпур), східна М'янма, Таїланд, Лаос, Камбоджа, В'єтнам, Малайзія (Пенанг, Перак)                                | низький ризик        |            |
| 2                                    | Rhizomys sinensis                                           | Gray, 1831                          | Китай (Юньнань, Гуйчжоу, Сичуань, південь Ганьсу, південь Шеньсі, Хубей, Хунань, Ґуансі, Гуандун, Фуцзянь, Анхой, Чжецзянь, Цзянсі), північна М'янма, північний В'єтнам                                                    | низький ризик        |            |
| 3                                    | Rhizomys sumatrensis                                        | Raffles, 1821                       | Малайзія, Індонезія (Суматра), Таїланд, Лаос, Камбоджа, В'єтнам, М'янма, Китай (південний захід Юньнань) | низький ризик        |            |
| Підродина Spalacinae ( Сліпаки )     |                                                             |                                     | |                      |            |
| Рід Spalax ( Сліпак )                |                                                             |                                     | |                      |            |
| 1                                    | Spalax arenarius (Сліпак піщаний)                           | Reshetnik, 1939                     | південна Україна (ендемік) | уразливий            |            |
| 2                                    | Spalax giganteus                                            | Nehring, 1898                       | Росія (ендемік): Передкавказзя | уразливий            | -          |
| 3                                    | Spalax graecus (Сліпак буковинський)                        | Nehring, 1898                       | Румунія, південно-західна Україна (ендемік) | уразливий            | -          |
| 4                                    | Spalax microphthalmus (Сліпак звичайний)                    | Guldenstaedt, 1770                  | Україна (Лівобережжя), Росія (на південь від смуги Курськ-Орел до Кавказу) | уразливий            |            |
| 5                                    | Spalax uralensis                                            | Tiflov and Usov, 1939               | Казахстан (ендемік): межиріччя річок Урал та Емба | -                    | -          |
| 6                                    | Spalax zemni (Сліпак подільський)                           | Erxleben, 1777                      | південно-східна Польща, Україна (басейн річки Дністер) | низький ризик        | -          |
| Рід Nannospalax ( Сліпець )          |                                                             |                                     | |                      |            |
| 1                                    | Nannospalax carmeli                                         | Nevo, Ivanitskaya, and Beiles, 2001 | Ізраїль (ендемік): гора Кармель | -                    | -          |
| 2                                    | Nannospalax ehrenbergi                                      | Nehring, 1897                       | південно-східна Туреччина, північний Ірак, Сирія, Ліван, Йорданія, Ізраїль, Єгипет (північне узбережжя), Лівія (східне узбережжя)                                                                                          | низький ризик        | -          |
| 3                                    | Nannospalax galili                                          | Nevo, Ivanitskaya, and Beiles, 2001 | Ізраїль (ендемік): верхня Галілея | -                    | -          |
| 4                                    | Nannospalax golani                                          | Nevo, Ivanitskaya, and Beiles, 2001 | Ізраїль (ендемік): Голанські висоти | -                    | -          |
| 5                                    | Nannospalax judaei                                          | Nevo, Ivanitskaya, and Beiles, 2001 | Ізраїль (ендемік): Юдейські гори | -                    | -          |
| 6                                    | Nannospalax leucodon (Сліпець понтичний)                    | Nordmann, 1840                      | південна та східна Угорщина, Хорватія, Боснія і Герцеговина, Сербія, Чорногорія, Північна Македонія, Албанія, Греція (включаючи острів Самотракі), Румунія, Болгарія, північно-західна Туреччина, південно-західна Україна | уразливий            |            |
| 7                                    | Nannospalax nehringi                                        | Satunin, 1898                       | Туреччина (крім Тракії та південного сходу), Вірменія, Грузія | низький ризик        |            |
| Підродина Tachyoryctinae ( Кертиці ) |                                                             |                                     | |                      |            |
| Рід Tachyoryctes ( Кертиця )         |                                                             |                                     | |                      |            |
| 1                                    | Tachyoryctes ankoliae                                       | Thomas, 1909                        | південно-західна Уганда, північно-західна Танзанія (ендемік) | уразливий            | -          |
| 2                                    | Tachyoryctes annectens                                      | Thomas, 1891                        | Кенія (ендемік): східне узбережжя озера Найваша | під загрозою         | -          |
| 3                                    | Tachyoryctes audax                                          | Thomas, 1910                        | Кенія (ендемік): хребет Абердер | уразливий            | -          |
| 4                                    | Tachyoryctes daemon                                         | Thomas, 1909                        | Танзанія (ендемік): гори Кіліманджаро та Меру, район Мара | низький ризик        | -          |
| 5                                    | Tachyoryctes ibeanus                                        | Thomas, 1900                        | Кенія (ендемік): околиці міста Найробі | -                    | -          |
| 6                                    | Tachyoryctes macrocephalus                                  | Rüppell, 1842                       | Ефіопія (ендемік): південь Ефіопського нагір'я | низький ризик        |            |
| 7                                    | Tachyoryctes naivashae                                      | Thomas, 1909                        | Кенія (ендемік): південне та південно-західне узбережжя озера Найваша | під загрозою         | -          |
| 8                                    | Tachyoryctes rex                                            | Heller, 1910                        | Кенія (ендемік): західні схили гори Кенія | -                    | -          |
| 9                                    | Tachyoryctes ruandae                                        | Lönnberg and Gyldenstolpe, 1925     | ДР Конго (провінція Ківу), Руанда, Бурунді (ендемік) | низький ризик        | -          |
| 10                                   | Tachyoryctes ruddi                                          | Thomas, 1909                        | Кенія (східні схили гори Елгон, узбережжя озера Вікторія), Уганда (західні схили гори Елгон, західне узбережжя озера Вікторія) (ендемік)                                                                                   | низький ризик        | -          |
| 11                                   | Tachyoryctes spalacinus                                     | Thomas, 1909                        | Кенія (ендемік): гора Кенія | низький ризик        | -          |
| 12                                   | Tachyoryctes splendens                                      | Rüppell, 1835                       | Ефіопія, Сомалі, північно-західна Кенія | низький ризик        | -          |
| 13                                   | Tachyoryctes storeyi                                        | Thomas, 1909                        | Кенія (ендемік): басейн озера Ельментейта | -                    | -          |